# سيرول ديميرهان
سرول دمير خان (بالتركية: Serol Demirhan)‏ (5 ديسمبر 1988 بألتنداغ في تركيا - ) هو لاعب كرة قدم تركي في مركز جناح ‏. شارك مع منتخب تركيا تحت 19 سنة لكرة القدم. أما مع النوادي، فقد لعب مع أنقرة غوجو وإسكيشهرسبور وعثمانلي سبور ومرسين إيدمانيوردو وMamak FK ‏ وكجيرنكوجي ‏ وTuranspor ‏ وAnkara Demirspor ‏.

## وصلات خارجية
- سرول  دميرخان على موقع اتحاد تركيا (لاعب) (الإنجليزية)
- سرول  دميرخان على موقع قاعدة بيانات كرة القدم.إي يو (الإنجليزية)
- سرول  دميرخان على موقع Soccerway.com (الإنجليزية)
- سرول  دميرخان على موقع عالم كرة القدم.نت (الإنجليزية)